# Cryptanura pretiosa
Cryptanura pretiosa là một loài tò vò trong họ Ichneumonidae.